# 謝卓飛
謝卓飛，CBE（Graham Sheffield，1952年2月12日—），英國人，前倫敦巴比肯藝術中心藝術總監，前西九文化區管理局行政總裁，於2011年2月26日獲英國文化協會委任為藝術總監，於同年5月履新。

## 生平
謝卓飛畢業於英國愛丁堡大學音樂系，倫敦城市大學文學博士。1976年加入英國廣播公司音樂部工作，共任職13年，離職時職位是高級製作總監。1990年，謝卓飛加入倫敦南岸中心（Southbank Centre）擔任音樂項目總監。
1995年，開始擔任倫敦巴比肯藝術中心藝術總監，負責發展藝術願景、市場推廣及客戶體驗。
2004年至2006年，出任國際表演藝術協會主席。2005年，獲法國政府頒贈藝術及文學騎士勳章，並成為勃艮第騎士（Chevalier de Tastevin de Bourgogne）
2009年，獲委任為英國文化協會藝術及創作經濟顧問。2010年，因對藝術的貢獻良多，獲英女皇頒授司令勳章（CBE）。
2010年3月24日，西九文化區管理局董事局開會通過，聘請謝卓飛擔任西九文化區管理局行政總裁一職，任期三年，年薪大約為375萬港元，謝卓飛於2010年8月到香港履新。在2011年1月向管理局辭職，在香港工作不足半年。 
2011年2月26日，獲英國文化協會委任為藝術總監。

## 外部連結
- 巴比肯藝術中心官方網頁（页面存档备份，存于）
- 西九文化區管理局官方網頁